# داريا كليشينا
داريا Igorevna Klishina ((بالروسية: Дарья Игоревна Клишина)‏ولد في 15 كانون الثاني / يناير 1991) هي الروسية الوثب الطويل.

## في وقت مبكر الحياة
Klishina ولد في عام 1991 في تفير، الروسية SFSR. في سن الثامنة، Klishina بدأ ممارسة الكرة الطائرة, و في الثلاثة عشر غيرت تفضيل ألعاب القوى في التخصص الوثب الطويل، وذلك بفضل نفوذ والدها رياضي سابق.

## السيرة
Klishina حققت قفزة 7.03 م في 26 حزيران / يونيه 2010, روسي صغار سجل ثاني أفضل صغار مارك من كل وقت. هذه القفزة كان أيضا ثاني أفضل قفزة في العالم في تلك السنة، خلف فقط زميلتها أولغا Kucherenko's علامة 7.13 م هذا العام. على الرغم من الهيمنة في الوثب الطويل في عام 2010 ، Klishina لم تنافس في العالم عام 2010 بطولة للناشئين في ألعاب القوى.
في عام 2016 ، كانت تسمح للتنافس في ريو دي جانيرو عام 2016 دورة الألعاب الاولمبية الصيفيةخلال تصريح خاص الممنوحة من قبل الاتحاد الدولي لألعاب القوى. الاتحاد الدولي لألعاب القوى قد علقت الروسية الاتحاد الوطني من المنافسة بسبب خرق مكافحة المنشطات القواعد،  و Klishina كان العضو الوحيد في فريق ألعاب القوى للتنافس. كان هذا ثم عكس في 13 آب / أغسطس عام 2016. Klishina على الفور استئناف القرار قائلا انها «نظيفة رياضي أثبتت ذلك بالفعل عدة مرات دون أي شك. مقرها في الولايات المتحدة لمدة ثلاث سنوات حتى الآن، لقد تم تقريبا اختبار خارج نظام مكافحة المنشطات في السؤال. أنا الوقوع ضحية لمن خلق نظام من التلاعب لدينا رياضة جميلة ومذنب استخدامه لأغراض سياسية.» في 15 أغسطس 2016, عشية الوثب الطويل الحدث، Klishina هو استئنافه مرة أخرى مما يسمح لها أن تنافس في الأولمبياد. هي المؤهلة إلى الوثب الطويل النهائي والنهائي 9. هذه النهاية هي المرة الأولى منذ 20 عاما أن امرأة روسية فشل ميدالية في الوثب الطويل.

## ارقام شخصية
| الحدث                          | أفضل (م)       | مكان                     | تاريخ      |
| ------------------------------ | -------------- | ------------------------ | ---------- |
| الوثب الطويل (في الهواء الطلق) | 7.05 (1.1 m/s) | اوسترافا، جمهورية التشيك | 17/07/2011 |
| الوثب الطويل (داخلي)           | 7.01           | غوتنبرغ، السويد          | 02/03/2013 |

## وصلات خارجية
- داريا كليشينا على موقع الاتحاد الدولي لألعاب القوى (الإنجليزية)
- داريا كليشينا على موقع الدوري الماسي (الإنجليزية)
- داريا كليشينا على موقع اللجنة الأولمبية الدولية (الإنجليزية)
- داريا كليشينا على موقع أوليمبيديا (الإنجليزية)
- داريا Klishina الوثب الطويل الأحداث الفيديو والصور